# Agustí Vilà i Galí

Navegants i Mercaders, obra d'Agustí Vilà i Galí on recull la història de la nissaga marinera de la seva família

Agustí Vilà i Galí (Lloret de Mar, 28 de setembre de 1922 – 9 de març de 2015), també conegut com a Agustí Maria Vilà Galí, va ser un doctor en enginyeria industrial, historiador i escriptor lloretenc autor de nombrosos llibres i articles, la majoria relacionats amb la història marinera de Lloret.

## Biografia
Agustí Maria Vilà Galí va néixer en una nissaga de tradició marinera de Lloret, de la qual va recollir ell mateix la història, remuntant-se fins a finals del segle xviii, en el llibre Navegants i mercaders: una nissaga marinera de Lloret. Agustí Vilà va estudiar a les Escoles Parroquials de Lloret de Mar i va fer batxillerat al Col·legi Salesià de Mataró i a l'Escola Pia del carrer Balmes de Barcelona. L'any 1943 va ingressar a l'Escola Especial d'Enginyers Industrials de Barcelona. En va obtenir el títol l'any 1948 i el 1962 va obtenir el títol de Doctor Enginyer. Des de 1945, durant cinc estius, va fer el servei militar a la Marina. Va assolir el grau de tinent de l'escala de complement de l'Armada en el cos d'Enginyers d'Armes Navals. Durant la seva vida laboral va treballar a diverses indústries de Barcelona. Va ser Obrer Major de la Confraria de Sant Elm de Lloret de Mar de 1983 a 1996 i, posteriorment, president d'honor d’aquesta entitat.
Es va jubilar l'any 1987 i, a partir d'aquell moment, va dedicar tot el seu temps a la investigació del passat mariner de Lloret i en va publicar nombrosos treballs. Va morir el 9 de març de 2015, deixant un treball inèdit Sant Pere del Bosc, a través dels temps.

## Obres
- Les nostres veles (1984)
- Navegants i mercaders: una nissaga marinera de Lloret (1989)
- La marina mercant de Lloret de Mar: segles xviii i xix (1992)
- Pilots, carrilaires i tapers: els Pujol de Lloret i els Gumá de Vilanova  (1993)
- El canonge Vilà i el seu temps (1994)
- Quadern de bitàcora (1995)
- Lloret antic (1996)
- Joan Monjo i Pons: un exemple de tenacitat (1997)
- La Confraria de Sant Elm de Lloret (1998)
- El cabotatge a Lloret de Mar: a partir d'un fons patrimonial (2001)
- La indústria suro-tapera a Lloret de Mar (2002)
- En el centenari del Col·legi de la Immaculada Concepció de Lloret de Mar: 1903-2003 (2004)
- Martirià Botet i Rosalts: armador i navilier de Lloret (2004)
- L'església parroquial de Sant Romà de Lloret de Mar: 1509-2009 (2011)